# Stazione di Castellammare Cantieri
La stazione di Castellammare Cantieri era una stazione ferroviaria posta sulla linea Torre Annunziata-Gragnano, gestita dalle FS, alla periferia del comune di Castellammare di Stabia.

## Storia
Nata intorno agli anni sessanta, non tanto per servire la popolazione della zona, all'epoca ancora scarsamente popolata, ma per le numerose industrie che fiorivano lungo la costa, in modo da permettere ai lavoratori di giungere sul luogo di lavoro in modo più veloce ed evitare di prendere l'auto.
Con la crisi degli anni ottanta la maggior parte delle industrie chiusero e la stazione di Castellammare Cantieri si ritrovò con un'utenza ridotta all'osso: all'inizio degli anni novanta fu definitivamente chiusa.
Vi sono alcuni progetti che riguardano la riapertura della stazione con il nome di "Marina di Stabia", a servizio sia dalla popolazione locale, oggi fortemente in aumento sia del porto turistico Marina di Stabia.

## Strutture e impianti
La stazione disponeva di diversi piccoli fabbricati, ma nessuno di questi conteneva servizi per i passeggeri; era situata in corso Alcide De Gasperi, di fronte allo stabilimento della MeridBulloni, subito dopo la foce del fiume Sarno.
All'interno si contano due binari passanti serviti da due banchine collegati tramite passerelle sui binari. Dalla stazione partono anche due raccordi, uno per gli ex cantieri metallurgici e l'altro per un'industria farmaceutica Novartis.

## Movimento
In passato il traffico era costituito da operai. In futuro la stazione dovrebbe servire i turisti che arrivano in porto per raggiungere più facilmente Napoli. Le destinazioni principali dovrebbero essere Napoli, Torre Annunziata e Castellammare di Stabia.

## Servizi
La stazione dispone di:
- Accessibilità per portatori di handicap